# Al-Rayyan Stadium
Al-Rayyan Stadium – nieistniejący już stadion piłkarski w Ar-Rajjan, w Katarze. Obiekt funkcjonował w latach 2003–2014. Jego pojemność wynosiła 21 282 widzów. Swoje spotkania rozgrywali na nim piłkarze klubu Ar-Rajjan SC. W latach 2014–2015 dokonano jego rozbiórki, by zrobić miejsce pod nowy stadion, który powstał w latach 2016–2020 z myślą o organizacji Mistrzostw Świata 2022.
Stadion powstał w 2003 roku, a na otwarcie rozegrano na nim finał Pucharu Emira. Swoje mecze rozgrywali na nim piłkarze klubu Ar-Rajjan SC. Na stadionie odbywały się mecze w ramach 17. edycji Pucharu Zatoki Perskiej, turnieju piłkarskiego na Igrzyskach Azjatyckich 2006 oraz Pucharu Azji 2011. Obiekt był także uwzględniony jako jedna z aren piłkarskich Mistrzostw Świata 2022, w tym celu planowano jego rozbudowę. Ostatecznie jednak zdecydowano się na jego rozbiórkę i budowę nowej areny mistrzostw świata od podstaw. Rozbiórki starego stadionu dokonano w latach 2014–2015, a nowy stadion (powstały częściowo w miejscu starego obiektu) powstał w latach 2016–2020.
Otwarty również w 2003 roku Al-Gharafa Stadium w Dosze powstał według tego samego projektu, co Al-Rayyan Stadium.